# 영 앤 뷰티풀
《영 앤 뷰티풀》(프랑스어: Jeune & Jolie, 영어: Young & Beautiful)은 2013년 공개된 프랑스의 드라마 영화이다.

## 줄거리
프랑스 남부에서 가족과 휴가를 보내던 16세 소녀 이자벨은 독일 소년과 첫 경험을 하지만 만족감을 느끼지 못하고 괴리감을 느낀다. 17세 생일 파티 후, 이자벨은 가족, 특히 지나치게 간섭하는 어머니에게 비밀스러운 태도를 보이며 가을부터 파트타임 매춘부로 일하기 시작한다. 고급 호텔에서 ‘레아’라는 가명으로 활동하며 고객들에게 20살이라고 속인다. 이자벨은 친절한 63세 남성 조르주에게 호감을 느끼지만, 어느 날 그와 성관계 중 조르주가 심장마비로 사망하고 충격에 휩싸여 도망친다. 겨울, 경찰은 이자벨이 매춘부였다는 사실과 조르주의 죽음을 어머니에게 알린다. 모든 사실을 알게 된 어머니는 분노하지만 곧 사과하고 이자벨을 집에 감금한다. 경찰 조사에서 이자벨은 길거리에서 처음 돈을 받고 성관계를 제안받았지만 역겨웠고, 매춘부로 돈을 버는 학생들 기사를 보고 웹사이트를 만들어 사업을 시작했다고 진술한다. 미성년자이기에 이자벨은 기소되지 않지만 어머니가 돈을 관리하게 된다. 어머니는 심리치료를 통해 이자벨이 조르주를 죽였다고 생각하는 죄책감을 극복하도록 돕는다.
매춘을 그만둔 이자벨은 평범한 10대 생활로 돌아가 베이비시터로 일한다. 봄, 파티에서 만난 알렉스와 데이트를 시작하지만 성관계 후 그를 사랑하지 않는다는 이유로 헤어진다. 이자벨은 레아의 휴대폰을 다시 켜 메시지를 확인하고, 조르주의 미망인 앨리스로부터 호텔에서 만나고 싶다는 연락을 받는다. 앨리스는 남편이 죽을 때 함께 있던 소녀를 만나고 싶어 했고, 그의 죽음을 아름답게 생각한다고 말하며 이자벨을 비난하지 않는다. 앨리스와 함께 호텔 방에 간 이자벨은 앨리스와 함께 침대에 눕고 잠이 든다. 깨어난 이자벨은 평온해진 모습이다.

## 출연

### 주연
- 마린 백트
- 제랄딘 팔리아스
- 샬롯 램플링

### 조연
- 프레드릭 피에롯
- 나탈리 리차드
- 조앙 레쌍
- 드예드예 아팔리
- 루카스 프리저
- 로랑 델벡크
- 캐롤 프랭크
- 올리비에 디소텔
- 팡탱 라바

## 기타
- 음향: 브리짓 테일앤디어
- 음향편집: 베누아 가곤